# Могучий, Андрей Анатольевич
Андре́й Анато́льевич Могу́чий (род. 23 ноября 1961, Ленинград) — российский театральный режиссёр и педагог. Заслуженный деятель искусств Российской Федерации (2018).
Художественный руководитель Большого драматического театра имени Товстоногова в Санкт-Петербурге (29 марта 2013 — 12 апреля 2023).

## Биография
В 1984 году окончил радиотехнический факультет Ленинградского института авиационного приборостроения (ныне — ГУАП), в 1989 — Ленинградский институт культуры, кафедра режиссуры и актёрского мастерства. Сюда он попал практически случайно. Как говорит сам Андрей Могучий, в этом есть фатализм. 37 лет назад он вместе с отцом оказался в кабинете Дины Морисовны Шварц, легендарного завлита БДТ во времена Георгия Товстоногова. В тот момент Андрей ещё не имел никаких таких намерений связывать свою судьбу с театром. Он был дипломником радиотехнического факультета Ленинградского института авиа-, ныне аэрокосмического приборостроения. При этом, в общем, уже понимал, что инженером ему не быть. Судьба сама указала дорогу — его отец работал в Институте эпидемиологии и микробиологии имени Пастера и отвечал в нём за организацию так называемых Актовых дней, которые проходили в БДТ, и поэтому какие-то проблемы всё время решал в театре. Так будущий режиссёр и оказался в кабинете Дины Шварц. Она спросила, какие у молодого человека планы на жизнь, а он ответил, что любит театр. Она сказала: «Ну, тебе тогда надо к нам, к Гоге». А Товстоногов как раз курс в ЛГИТМиКе набирал. Андрей Могучий согласился: «О, да, конечно!» И пошёл в «Кулек» на заочный.
В 1990 основал независимую театральную группу «Формальный театр», где выпустил спектакли по «Лысой певице» Э. Ионеско, «Петербургу» Андрея Белого, «Двум сёстрам» И. Тургенева и «Неистовому Роланду» Л. Ариосто, а также спектакль «Школа для дураков» по роману Саши Соколова, получивший приз «Fringe» Эдинбургского фестиваля и Гран-при международного театрального фестиваля в Белграде.
Могучий ставил спектакли в Александринском театре, театре «Балтийский дом», Финской театральной академии, Театре Наций, театре «Приют комедианта», сотрудничал с Московским пасхальным фестивалем Валерия Гергиева, Работал в опере, был режиссёром балетного спектакля «Silenzio» Дианы Вишнёвой.
Весной 2013 года возглавил Большой драматический театр им. Г. А. Товстоногова (БДТ). В БДТ Могучий поставил спектакли «Пьяные» по пьесе Ивана Вырыпаева, «Что делать» по одноимённому роману Николая Чернышевского, «Алиса» с участием Алисы Фрейндлих, «Гроза» по пьесе Александра Островского и «Губернатор» по одноимённому рассказу Леонида Андреева.
В 2016 году Андрей Могучий стал мастером режиссёрского курса в Российском государственном институте сценических искусств.
В апреле 2023 года Министерство культуры РФ сообщило о том, что не будет продлевать контракт с Андреем Могучим на посту худрука БДТ. Причину увольнения в ведомстве не сообщили.

## Общественная позиция
- 11 марта 2014 года, согласно информации Министерства культуры Российской Федерации, подписал обращение деятелей культуры в поддержку аннексии Крыма[18][19]. Позднее, по сообщениям некоторых СМИ, заявил о том, что такого обращения не подписывал[20][21], а затем выступил с пространным разъяснением, сообщив, что подписать письмо, в ответ на телефонный звонок из неназванной инстанции[19], всё же согласился, но испытывает по этому поводу сложные чувства и больше так никогда делать не будет[22]. Министр культуры Владимир Мединский, со своей стороны, сообщил, что перед подписанием Могучий по собственной инициативе позвонил ему по телефону, чтобы «посоветоваться»[23].
- В марте 2015 года обратился с открытом письмом в прокуратуру Новосибирской области в защиту свободы творчества и режиссёра Тимофея Кулябина, обвинённого в оскорблении чувств верующих[24]. Спектакль Кулябина «Тангейзер» в Новосибирском оперном театре был исключён из репертуара, а прокуратура передала в суд иск к режиссёру и бывшему директору театра Борису Мездричу, уволенному на фоне скандала вокруг «Тангейзера»[25]. Могучий, среди прочего, сказал: «Судебное разбирательство над художественным произведением провоцирует общественное мнение на мысль, будто бы искусством можно рулить, как в известные всем времена… Любая попытка ограничить свободу, вогнать творчество в какие бы то ни было, в том числе идеологические, рамки, означает запрет на профессию»[24].
- В октябре 2016 года выступил в поддержку Константина Райкина, призвавшего, со сцены съезда Союза театральных деятелей, к «цеховой солидарности» в театральном сообществе для противодействия негласно возвращающейся в российский театр цензуре[26]. «Искусство должно быть свободно… от предрассудков, свободно от страха, от давления лжи, непросвещенного цинизма и хамства. Свобода и совесть — главные его инструменты. И первостепенная задача государства… эти свободы искусству предоставить и защищать суверенные границы искусства от всякого рода посягательств на его независимость», — написал Могучий в обращении, опубликованном в прессе[27].
- 26 февраля 2022 года, после вторжения России на Украину, Андрей Могучий подписал антивоенное письмо российских деятелей культуры[18][19]

## Творчество

### Спектакли
- 1989 — «Лысая певица» Э. Ионеско, «Формальный театр»
- 1990 — «Игра» по пьесам «Эндшпиль» С. Беккета и «Игра власти» В. Фогта, «Формальный театр»
- 1991 — «Петербург» по роману А.Белого, «Формальный театр»
- 1992:
  - «Две сестры» по произведениям И. Тургенева, «Формальный театр»
  - «Full for love» С. Шепарда с участием как российских, так и американских актёров (в рамках «Русско-Американского театрального проекта»)
  - «Розенкранц и Гильденстерн мертвы» Т. Стоппарда, «Формальный театр»
  - уличное представление «Пьеса Константина Треплева „Люди, львы, орлы и куропатки“», «Формальный театр»
- 1994 — «ORLANDO FURIOSO» по роману Л. Ариосто, «Формальный театр», IV Международный театральный фестиваль «Балтийский дом»
- 1995 — «Долгий рождественский обед» Т. Уайлдера, «Формальный театр»
- 1996 — «Гамлет-машина» по мотивам пьес Х. Мюллера «Гамлет-машина» и В. Сорокина «Дисморфомания», «Формальный театр»
- 1997 — «Лысая певица-2» с участием артистов «Формального театра» и театра «Балтийский дом» (в рамках проекта Центр Свободных Искусств «ТЕАТР.XXI ВЕК»)
- 1998 — «Школа для дураков» по одноимённому произведению Саши Соколова, русско-немецко-польский спектакль, совместный проект с немецким театром «DeGater’87» (Потсдам)
- 1999:
  - «Натуральное хозяйство в Шамбале» А. Шипенко, Театр-фестиваль «Балтийский дом»
  - «Снежные королевы» К.Шпехт , Александринский театр, фестиваль «Современная немецкая драма в Александринке»
- 2000 — «Школа для дураков» по роману Саши Соколова, Театр-фестиваль «Балтийский дом» и «Формальный театр»
- 2001:
  - клубная версия «Гамлета-машины» — клубы «Decadence», «Сайгон», «Спартак». «Факультет», «Манхеттен», «Мама», «Грибоедов», «Бродячая собака»
  - «Центрифуга», моноспектакль Дмитрия Воробьева
  - «Пьеса, которой нет», совместно с Евгением Гришковцом, театр-фестиваль «Балтийский дом»
  - «Якоб Ленц» Вольфганга Рима, «Формальный театр» совместно с Гёте-институтом
- 2003
  - «Борис Годунов» М. Мусоргского — Мариинский театр (проект Мариинского театра в рамках музыкального «Пасхального фестиваля» на Соборной площади Московского Кремля)
- 2004:
  - «Кракатук» по Э. Т. А. Гофману, Цирк на Фонтанке
  - «PRO Турандот» по сказке К. Гоцци, театр «Приют комедианта»
  - «Между собакой и волком» по повести Саши Соколова, «Формальный театр» и театр «Фабрика искусств», Ницца
- 2005:
  - «Петербург» по роману А. Белого, Александринский театр
  - «ДК Ламанчский» по роману Сервантеса «Дон Кихот», Театр-фестиваль «Балтийский дом»
- 2006
  - «Не Гамлет» по пьесе В. Сорокина «Дисморфомания», театр «Приют комедианта»
- 2007
  - «Иваны» по «Повести о том, как поссорился Иван Иванович с Иваном Никифоровичем» и другим произведениям Н. Гоголя, Александринский театр. Премьера — 10 апреля 2007
- 2008:
  - «Борис Годунов» по мотивам пьесы А. С. Пушкина и оперы М. П. Мусоргского, «Театр Драматичны», Варшава
  - «Садоводы» М. Исаева, совместный проект Александринского театра, «Формального театра» и Русского инженерного театра «АХЕ»
- 2009
  - «Изотов», автор Михаил Дурненков, Александринский театр
- 2011
  - «Счастье», по мотивам произведений Мориса Метерлинка, Александринский театр
- 2012:
  - «Процесс» по мотивам романа Франца Кафки, «Шаушпильхаус», Дюссельдорф
  - «Circo Ambulante», авторы — Максим Исаев и Андрей Могучий, Театр Наций, Москва
- 2013
  - «Алиса» по мотивам сказки Льюиса Кэрролла «Приключения Алисы в стране чудес», Вторая сцена БДТ
- 2014
  - «Что делать» по одноимённому роману Николая Чернышевского, БДТ
  - «Царская невеста» опера Н.Римского-Корсакова, Михайловский театр, Санкт Петербург.
- 2015
  - «Пьяные» по пьесе Ивана Вырыпаева, БДТ
- 2016
  - «Гроза» по пьесе Александра Островского, БДТ[28]
- 2017
  - «Губернатор» по одноимённому рассказу Леонида Андреева, БДТ[15]
- 2018
  - «Три толстяка. Эпизод 1: Восстание» по мотивам произведений Юрия Олеши, БДТ[29]
  - «Три толстяка. Эпизод 2: Железное сердце» по мотивам произведений Юрия Олеши, БДТ[30]
- 2019
  - «Сказка про последнего ангела» по произведениям Романа Михайлова и одноимённой сказке Алексея Саморядова, Театр наций
- 2021
  - «Три толстяка. Эпизод 7. Учитель» по мотивам произведений Юрия Олеши, БДТ
- 2022
  - «Материнское сердце» по мотивам рассказов Василия Шукшина, БДТ[31]
- 2024
  - «Холопы» по пьесе П. П. Гнедича БДТ[32]

### Фестивали
- 1990
  - Первый Петербургский театральный фестиваль, Санкт-Петербург — Лауреат
  - Российский театральный фестиваль, Дагестан, Махачкала — Лауреат
- 1991 — участие в культурной программе Конгресса соотечественников
- 1994
  - Фестиваль Свободных Искусств — организатор
  - IV международный театральный фестиваль «Балтийский дом», Санкт-Петербург
  - международный театральный фестиваль «Балтскандал-94», Раквере, Эстония
- 1995:
  - V международный театральный фестиваль «Балтийский дом», Санкт-Петербург
  - международный театральный фестиваль «Театральные опыты», Челябинск
  - российский театральный фестиваль «Театральные сенсации», в рамках фестиваля искусств «Янтарное ожерелье», Калининград
  - Международный фестиваль сценических искусств КУКART, Пушкин
  - международный театральный фестиваль «Русская неделя», Берлин. Германия
  - международный театральный фестиваль «Маск», Сегед, Венгрия
  - международный театральный фестиваль «Divadelna Nitra — 95», Нитра, Словакия
  - международный фестиваль театрального авангарда «Финский залив», Санкт-Петербург
- 1996:
  - фестиваль «Русско-немецкого театрального и музыкального авангарда» — организатор
  - международный театральный фестиваль, Белосток, Польша
  - фестиваль искусств «ArtGenda-96» в рамках программы «Копенгаген — культурная столица Европы 1996 года», Копенгаген, Дания
  - международный театральный фестиваль «UNIDRAM-96», Потсдам, Германия
  - международный театральный фестиваль «MALTA-96», основная программа, Познань, Польша
  - XIV международный театральный фестиваль уличных театров, Зелена Гура, Польша
  - IX международный театральный фестиваль уличных театров, Краков, Польша
  - семинар молодых режиссёров под руководством всемирно известного театрального режиссёра Кристиана Люпы, Польша
  - международный театральный фестиваль-лаборатория «KALINKA», Потсдам, Германия
- 1997:
  - международный театральный проект «Брехт-Беккет-Мюллер», Kunstlerhaus Bethanien, Берлин, Германия
  - «Фестиваль спектаклей Андрея Могучего», Санкт-Петербург — организатор
  - ежегодный петербургский фестиваль свободных искусств «Солнцеворот», Санкт-Петербург — художественный руководитель
  - фестиваль «Движение АХЕ в Петербурге» — организатор
  - II международный театральный фестиваль-лаборатория «KALINKA», Потсдам, Германия
- 1998:
  - V международный театральный фестиваль UNIDRAM, Потсдам, Германия
  - международный театральный фестиваль «Театральные опыты», Челябинск
  - II международный фестиваль свободных искусств «Солнцеворот», Санкт-Петербург — организатор
  - VIII международный театральный фестиваль «Балтийский дом», Санкт-Петербург
- 1999:
  - XXIV международный фестиваль «Krakow theatrical reminiscences», Краков, Польша
  - XV международный фестиваль европейских театров, Гренобль, Франция
  - международный театральный фестиваль «Вильнюсские дни», Вильнюс, Литва
  - международный фестиваль «Арена», Эрланген, Германия
  - международный театральный фестиваль "Театр в нетрадиционном пространстве, Быстрица, Румыния
  - III международный фестиваль свободных искусств «Солнцеворот» — «Караван», Санкт-Петербург — организатор
- 2000:
  - международный фестиваль театров стран Балтийского моря «Балтийский круг»; проведение мастер-класса в сотрудничестве с драматургом Евгением Гришковцом, Хельсинки, Финляндия
  - международный фестиваль свободных театров, Франкфурт-на-Одере, Германия
  - IV международный фестиваль свободных искусств «Солнцеворот» — «Новая жизнь», Санкт-Петербург — организатор
  - фестиваль искусств «Неофициальная столица», Санкт-Петербург
  - международный фестиваль уличных театров, Гданьск, Польша
  - международный фестиваль «ALTFEST», Быстрица, Румыния
  - международный фестиваль «Театральные презентации», Быдогощ, Польша
  - фестиваль «10 лет Формальному театру», Санкт-Петербург — организатор
- 2001:
  - международная театральная Олимпиада, Москва
  - фестиваль уличных театров Sztyka Ylitsy в г. Варшаве, Польша
  - международный театральный фестиваль Fringe, Эдинбург, Великобритания: спектакль «Школа для дураков» был удостоен приза фестиваля Fringe First
  - международный театральный фестиваль BITEF, г. Белград, Югославия: спектакль «Школа для дураков» был удостоен гран-при фестиваля
- 2002:
  - международный театральный фестиваль BaltScandal, Раквере, Эстония
  - международный театральный фестиваль Konfrontacie Teatralne, Лодзь, Польша
  - международный театральный фестиваль BARBICAN, Лондон, Великобритания
  - фестиваль Российской культуры, Франция, Ницца
- 2005:
  - международный театральный фестиваль SPAF, Сеул, Корея: спектакль «Школа для дураков»
  - фестиваль NET, Москва: спектакль «Между собакой и волком»
- 2008 — международный театральный фестиваль Варшава Центральна «Stygmaty ciala», Варшава, Польша

### Постановки
- 1990 — международная школа уличных театров «Караван мира» — участие в постановке акции «Смерть пионерки» (Формальный театр)
- 1993 — «Командор» — перформанс (Первый международный фестиваль салютов и фейерверков «Прометей-93»)
- 1995 — «Пожар» — перформанс, «Хармс-фестиваль», Санкт-Петербург
- церемония открытия фестиваля «Полёт „Чайки“», Александринский театр, Санкт-Петербург — участие в постановке
- 2003 — церемония открытия и церемония вручения национальной театральной премии «Золотая Маска», Москва — режиссёр
- 2006 — торжественная церемония открытия Александринского театра, Санкт-Петербург — режиссёр
- 2007 — творческий вечер прима-балерины Мариинского театра Дианы Вишнёвой «Молчание», Мариинский театр, Санкт-Петербург — режиссёр-постановщик
- 2007 — творческий вечер композитора Олега Каравайчука «Ожидание», Смольный собор, Санкт-Петербург — режиссёр-постановщик
- 2018 — «Хранить вечно», театральный проект, посвящённый столетию загородных музеев Санкт-Петербурга, основанных в бывших царских резиденциях — режиссёр-постановщик[33]

## Награды

### Государственные награды
- Медаль ордена «За заслуги перед Отечеством» II степени (28 декабря 2007 года) — за заслуги в развитии культуры и искусства, многолетнюю плодотворную деятельность[34]
- Заслуженный деятель искусств Российской Федерации (2 марта 2018 года) — за большой вклад в развитие отечественной культуры и искусства, многолетнюю плодотворную деятельность[35]

### Ведомственные награды
- Благодарность Законодательного собрания Санкт-Петербурга (27 февраля 2019 года) — за выдающиеся личные заслуги в области культуры и искусства в Санкт-Петербурге, успешную творческую деятельность и высокий профессионализм, а также в связи со 100-летием со дня создания Федерального государственного бюджетного учреждения культуры «Российский государственный академический Большой драматический театр имени Г. А. Товстоногова»[36].

### Театральные награды
- Фестиваль «Балтийский дом»
  - 1999 — приз газеты «Санкт-Петербургские ведомости» — за спектакль «Натуральное хозяйство в Шамбале» А. Шипенко.
- «Золотой Софит» — Высшая театральная премия Санкт-Петербурга:
  - 2000 — за спектакль «Школа для дураков» Саши Соколова, Театр-фестиваль «Балтийский Дом», Формальный театр[37]
  - 2004 — в номинации «Лучшая работа режиссёра» за спектакль «PRO Турандот» по К. Гоцци, театр «Приют комедианта»[38]
  - 2010 — в номинации «Лучший спектакль на большой сцене» за спектакль «Изотов» М. Дурненкова, Александринский театр[39]
  - 2014 — в номинации «Лучший спектакль на малой сцене» за спектакль «Алиса», БДТ[40]
  - 2017 — в номинации «Лучшая работа режиссёра» за спектакль «Гроза» по пьесе А. Островского , БДТ[41]
  - 2017 — в номинации «Лучший спектакль на большой сцене» за спектакль «Гроза» по пьесе А. Островского , БДТ[41]
  - 2024 — в номинации «Лучшая работа режиссера в драматическом спектакле» за спектакль «Холопы», БДТ[42]
  - 2024 — в номинации «Лучший спектакль большой формы» за спектакль «Холопы», БДТ[42]
- «Золотая Маска» — Всероссийский театральный фестиваль, национальная театральная премия:
  - 2001 — Премия «Приз критики» : спектакль «Школа для дураков» по С. Соколову, театр «Балтийский дом» и Формальный театр[43]
  - 2006 — Приз конкурса «Новация» и Приз критиков и журналистов : спектакль «Между собакой и волком», «Формальный театр»[44]
  - 2008 — Приз критиков и журналистов : спектакль «Иваны» (по «Повести о том, как поссорился Иван Иванович с Иваном Никифоровичем» и другим произведениям Н. В. Гоголя), Александринский театр[45]
  - 2011 — «Золотая Маска» в номинации «Драма: лучшая работа режиссёра» за спектакль «Изотов» М. Дурненкова, Александринский театр[46]
  - 2012 — «Золотая Маска» в номинации «Лучший драматический спектакль» за спектакль «Счастье», Александринский театр[47]
  - 2016 — «Золотая Маска» в номинации «Драма: лучшая работа режиссёра» за спектакль «Пьяные» по пьесе И. Вырыпаева, БДТ[48]
  - 2017 — «Золотая Маска» в номинации «Драма: лучшая работа режиссёра» за спектакль «Гроза» по пьесе А. Островского, БДТ[49]
  - 2021 — «Золотая Маска» в номинации «Лучший драматический спектакль» за спектакль «Сказка про последнего ангела» по рассказам Романа Михайлова, Театр наций
  - 2022 — «Золотая Маска» в номинации «Лучший драматический спектакль» за спектакль «Три толстяка. Эпизод 7. Учитель», БДТ[50]
- 2001 — Гран-при Эдинбургского международного театрального фестиваля «Edinburgh Fringe First Award» за спектакль «Школа для дураков» Саши Соколова.
- 2001 — Гран-при Белградского международного театрального фестиваля BITEF за спектакль «Школа для дураков» Саши Соколова.
- 2004 — Гран-при фестиваля Российской культуры в Ницце (Франция) за спектакль «Между собакой и волком».
- 2010 — Премия союза театров Европы «Европа-театру» в номинации «Новая театральная реальность»[51].
- 2016 — Специальный приз театральной премии «Прорыв» за продвижение молодых талантов[52].

### Общественные награды
- Премия «Сделано в России» проекта «Сноб» в номинации «Кино и театр» (13 ноября 2018)[53]